# Nellie Parker Spaulding
Nellie Parker Spaulding (4 de agosto de 1870-18 de junio de 1945) fue una actriz de cine mudo estadounidense que apareció al menos en 37 películas entre 1915 y 1925.

## Primeros años y carrera
Nacida en Machias, Maine y educada en el Emerson College of Expression de Boston. Sus primeros años de carrera fueron en producciones teatrales como The Country Boy, The Dawn of a To-morrow, y The Governor's Lady. También trabajó con la Union Opera Company.
Recibió su primer papel cinematográfico cuando tenía 45 años en The Flying Twins (1915) interpretando a la 'tía Sally'. Entre 1915 y 1917 apareció en 14 películas diferentes de Thanhouser Studio. Originalmente su nombre artístico era 'Eleanor Spaulding', pero en 1918 empezó a usar el nombre 'Nellie'. Interpretó principalmente a madres, tías, o mujeres mayores, como la "Mrs. Peniston" en la primera versión filmada de The House of Mirth de Edith Wharton (1918). Spaulding trabajó para varias productoras, pero su último papel fue en Time the Comedian de MGM Picture en 1925.

## Muerte
Murió a los 74 años en Glendale, California el 18 de junio de 1945.

## Filmografía seleccionada
- Reputation (1917)
- Love Watches (1918)
- The House of Mirth (1918)
- Good References (1920)
- Dynamite Allen (1921)
- The Power Within (1921)
- East Lynne (1921)
- School Days (1921)
- The Inner Man (1922)
- Twenty-One (1923)
- The Truth About Wives (1923)
- One Million in Jewels (1923)
- Time, the Comedian (1925)